# سمير ساسي
سمير ساسي روئي وباحث تونسي حاصل على الأستاذية والماجستير والدكتوراه في اللغة والآداب والحضارة العربية من كلية الآداب والفنون والإنسانيات بمنوبة، وعضو وحدة البحث "الظاهرة الدينية في تونس" بالكلية نفسها. روائي وإعلامي له مشاركات عديدة في ملتقيات علمية مختلفة ومقالات في مجلات محكَّمة.

## الاعتقال
في الرابع من جانفي 2024، اعتقلت فرقة مكافحة الإرهاب بتونس سمير ساسي الصحفي بمكتب قناة الجزيرة في تونس، واقتادته إلى جهة مجهولة دون معرفة أسباب الاعتقال.

## مؤلفاته
من مؤلفاته:
- المواطنة بين الديني والسياسي عند برهان غليون (2017)
- روايات خيوط الظلام (2010)
- برج الرومي أبواب الموت (2011)
- بيت العناكش (2019)

ومن أبحاثه (بالاشتراك مع آخرين): "الخطاب السلفي لحزب الإصلاح ومقاربة الشأن السياسي في تونس"، و"الجهاد لدى الحركات الجهادية في أفغانستان والجزائر مفهومًا وممارسة".